# Andrzej Sypytkowski
Andrzej Sypytkowski, född den 14 oktober 1963 i Koszalin, Polen, är en polsk tävlingscyklist som tog OS-silver i lagtempoloppet vid olympiska sommarspelen 1988 i Seoul. 